# Пер-р-рвокурсница
«Пер-р-рвокурсница» — мелодраматичная комедия 2001 года режиссёра Юрия Рогозина.

## Сюжет
Доцента провинциального вуза Гирина ректор просит поставить зачёт студентке Колобковой, дочери чиновника мэрии. Та не только не знает предмет, но и ни во что не ставит доцента. Более того, Гирин случайно подслушивает, как она в разговоре с подружкой называет его жалким ничтожеством. В голову доцента приходит невероятный план мщения — соблазнить девушку, а затем унизить её. И его затея вроде удаётся, однако, не так как он планировал…

## В ролях
- Мария Шалаева — Катя Колобкова
- Дмитрий Шевченко — Гирин, доцент
- Галина Стрижак — ректор
- Светлана Иваненко — Виолетта
- Татьяна Осипова — мать Кати
- Наталья Романычева — подруга Кати

## Съёмки
Место съёмок — Симферополь.

## Фестивали и награды
Фильм получил приз за лучший сценарий на кинофестивале «Кинотавр» (2002), участвовал в конкурсной программе кинофестиваля «Золотой овен» (2002).

## Критика
Фильм получил смешанные отзывы, но в целом негативные, с удивлением рецензентов, как фильм мог получить приз на Кинотавре.